# Soyo (Gastronomia)
El soyo és un brou o sopa espessa de carn triturada a morter condimentada amb diverses espècies i hortalisses. És un dels plats més tradicionals de la cuina paraguaiana i té un valor calòric molt important. Tot i que abans era considerat com a «aliment de pobres», el seu consum s'ha popularitzat extraordinàriament en tots els estrats socials del Paraguai.

## Origen del nom
La paraula «soyo» és un apòcope de sota’o josopy, denominació guaraní composta dels vocables sota’o («carn»), i josopy, un derivat de josopyré que significa «que serà triturada». Així, segons la seva traducció literal, significa, «carn que va serà triturada».
Quan la carn no és triturada sinó que es fa bullir en petits trossets, s'anomena sota’o josopy ita’i, que no és una altra cosa que un brou quallat. En aquest cas, òbviament, el plat és significativament menys saborós.

## Ingredients
La forma tradicional de preparació del soyo utilitza carn picada (preferiblement de rabadilla o carnaça negra), aigua freda, arròs, oli o greix, ceba, locote, tomàquet, cebetes de fulla, farina (en molt escassa i mesurada quantitat), sal a gust i orenga i julivert.

## Preparació
El sota’o josopy es prepara de la següent manera: es trepitgen en el morter o es passa diverses vegades per la màquina de molinar la carn i l'arròs, fins a formar una pasta. Es col·loca en un recipient amb l'aigua freda i es regira fins a barrejar completa i perfectament. S'escalfa l'oli o el greix i es daura en ell la ceba, agregant després tomàquet, locote i cebeta, tallats fins.
Després s'afegeix la farina, es regira i quan es forma una salsa, s'afegeix la barreja de carn, arròs i aigua. Es regira contínuament fins comenci a bullir. Per finalitzar se li agreguen sal, orenga i julivert picats fins.
Conforme al gust dels comensals, una vegada conclosa la cocció de la sopa, es pot tornar a passar per la liquadora per fer-la mes espessa.
En la preparació s'utilitza com a element per regirar el brou, una «pátula» de fusta (guaranització degenerativa de la paraula espanyola «espàtula», definida en el Diccionari de la Reial Acadèmia Espanyola com a «Taujana, generalment petita, amb vores afilades i mànec llarg»).